# Aleksej Ionov
Aleksej Sergeevič Ionov (in russo Алексей Сергеевич Ионов?; Kingisepp, 18 febbraio 1989) è un ex calciatore russo, di ruolo centrocampista.

## Caratteristiche tecniche
Gioca come ala destra e può essere impiegato anche sul versante opposto. È dotato di grande velocità.

## Palmarès

### Competizioni nazionali
- Campionato russo: 2

Zenit San Pietroburgo: 2007, 2010
- Supercoppa di Russia: 2

Zenit San Pietroburgo: 2008, 2011
- Coppa di Russia: 1

Zenit San Pietroburgo: 2009-2010

### Competizioni internazionali
- Coppa UEFA: 1

Zenit San Pietroburgo: 2007-2008
- Supercoppa UEFA: 1

Zenit San Pietroburgo: 2008